# Lexington (Kentucky)
Pour les articles homonymes, voir Lexington.
Lexington est une ville américaine, siège du comté de Fayette dans l'État du Kentucky. Considérée comme étant la « capitale mondiale du cheval », la ville est située dans la région du Bluegrass (herbe bleue), célèbre pour sa musique populaire et ses pâturages. Le centre-ville de Lexington abrite le campus principal de l'université du Kentucky.
Selon le dernier Recensement des États-Unis de 2020, la ville de Lexington comptait 320 347 habitants au sein d'une agglomération de 517 056 habitants. Il s'agit de la deuxième ville et la deuxième aire urbaine de l'État du Kentucky après Louisville. L'économie locale s'est développée autour de l'élevage de chevaux, de la production de tabac, de bourbon et des produits manufacturés.
De nombreuses distilleries sont implantées autour de Lexington.

## Éducation
Lexington est le siège du campus principal de l'Université du Kentucky, célèbre pour sa Faculté des lettres classiques et par son enseignement du latin vivant promu par le professeur Terence Tunberg. L'Université abrite également sur le campus, au sein de la Singletary Center for the Arts (en), un musée d'art (University of Kentucky Art Museum).

## Religion
Ville très majoritairement protestante, dont la population est divisée en plusieurs confessions, elle est aussi depuis 1988 le siège du diocèse de Lexington (catholique), avec la cathédrale du Christ-Roi.

## Transports
Lexington est desservie par l'aéroport de Blue Grass (Bluegrass Airport, code AITA : LEX).

## Cheval
L'une des attractions les plus fameuses de Lexington est le Kentucky Horse Park. D'ailleurs, en 2010, Lexington accueille les Jeux équestres mondiaux. De célèbres ventes de chevaux de courses se déroulent tous les ans autour de l'hippodrome de Keeneland.

## Personnalités liées à la ville
- Sarah Morgan Bryan Piatt

## Jumelage
- Deauville (France)

## Source
- (en) Cet article est partiellement ou en totalité issu de l’article de Wikipédia en anglais intitulé « Lexington, Kentucky » (voir la liste des auteurs).